# 遵義市
遵義市（じゅんぎ-し）は中華人民共和国貴州省に位置する地級市。

## 地理
貴州省の北部に位置し、銅仁市、黔東南ミャオ族トン族自治州、黔南プイ族ミャオ族自治州、貴陽市、畢節市、四川省瀘州市、重慶直轄市に接する。

## 歴史
春秋時代、遵義地区は牂牁、巴、蜀、鱉、鰼などの、戦国時代には夜郎国の版図となっていた。
1935年、中国共産党はこの地で遵義会議を開いた。党中央の秦邦憲やオットー・ブラウンが批判され、毛沢東が党内の軍事指導権を掌握したとされる。
1997年6月10日に遵義市（地級市）が設立。

## 行政区画
3市轄区・2県級市・7県・2自治県を管轄下に置く。
- 市轄区：
  - 紅花崗区・匯川区・播州区
- 県級市：
  - 仁懐市・赤水市
- 県：
  - 桐梓県・綏陽県・正安県・鳳岡県・湄潭県・余慶県・習水県
- 自治県：
  - 道真コーラオ族ミャオ族自治県・務川コーラオ族ミャオ族自治県

| 遵義市の地図 |
| --- |
| 紅花崗区 匯川区 播州区 桐梓県 綏陽県 正安県 道真 · コーラオ族 · ミャオ族 · 自治県 務川 · コーラオ族 · ミャオ族 · 自治県 鳳岡県 湄潭県 余慶県 習水県 赤水市 仁懐市 |

### 年表
この節の出典

#### 遵義地区
- 1949年10月1日 - 中華人民共和国貴州省遵義専区が成立。遵義県・綏陽県・湄潭県・鳳岡県・婺川県・正安県・道真県・桐梓県・鰼水県・赤水県・仁懐県が発足。(11県)
- 1950年2月10日 - 遵義県の一部が分立し、遵義市が発足。(1市11県)
- 1951年2月28日 - 遵義市が遵義県に編入。(11県)
- 1952年7月9日 - 遵義県の一部が分立し、遵義市が発足。(1市11県)
- 1955年1月21日 - 桐梓県の一部が四川省涪陵専区南川県、江津専区綦江県の各一部と合併し、四川省重慶市南桐鉱区となる。(1市11県)
- 1955年3月5日 - 遵義市が地級市の遵義市に昇格。(11県)
- 1956年4月11日 - 四川省江津専区綦江県の一部が鰼水県に編入。(11県)
- 1956年4月18日 - 鎮遠専区余慶県を編入。(12県)
- 1958年12月29日 (1市9県)
  - 遵義市、安順専区息烽県を編入。遵義市が県級市に降格。
  - 遵義県が遵義市に編入。
  - 道真県が正安県に編入。
  - 鳳岡県・余慶県が湄潭県に編入。
- 1959年1月31日 (1市9県)
  - 鰼水県が習水県に改称。
  - 婺川県が務川県に改称。
- 1961年8月16日 (1市13県)
  - 遵義市の一部が分立し、遵義県が発足。
  - 湄潭県の一部が分立し、鳳岡県・余慶県が発足。
  - 正安県の一部が分立し、道真県が発足。
- 1963年10月23日 - 貴陽市開陽県を編入。(1市14県)
- 1965年7月15日 - 息烽県・開陽県が安順専区に編入。(1市12県)
- 1970年8月8日 - 遵義専区が遵義地区に改称。(1市12県)
- 1979年11月16日 (1市12県)
  - 四川省重慶市綦江県の一部(丁山公社の一部)が習水県に編入。
  - 習水県の一部(条台公社の一部)が四川省重慶市綦江県に編入。
- 1986年8月21日 - 務川県が自治県に移行し、務川コーラオ族ミャオ族自治県となる。(1市11県1自治県)
- 1986年9月9日 - 道真県が自治県に移行し、道真コーラオ族ミャオ族自治県となる。(1市10県2自治県)
- 1990年9月30日 - 赤水県が市制施行し、赤水市となる。(2市9県2自治県)
- 1995年11月30日 - 仁懐県が市制施行し、仁懐市となる。(3市8県2自治県)
- 1997年6月10日 - 遵義地区が地級市の遵義市に昇格。

#### 遵義市(第1次)
- 1955年3月5日 - 遵義専区遵義市が地級市の遵義市に昇格。(1市)
- 1958年12月29日 - 遵義市が遵義専区に編入。

#### 遵義市(第2次)
- 1997年6月10日 - 遵義地区が地級市の遵義市に昇格。(1区8県2自治県)
  - 遵義市が区制施行し、紅花崗区となる。
  - 赤水市・仁懐市が省直轄県級行政区となる。
- 1997年7月14日 - 仁懐市・赤水市を編入。(1区2市8県2自治県)
- 2003年12月26日 - 紅花崗区・遵義県の各一部が合併し、匯川区が発足。(2区2市8県2自治県)
- 2016年3月20日 (3区2市7県2自治県)
  - 遵義県の一部が分立し、播州区が発足。
  - 遵義県の残部が紅花崗区・匯川区に分割編入。
  - 匯川区の一部が紅花崗区に編入。

## 交通

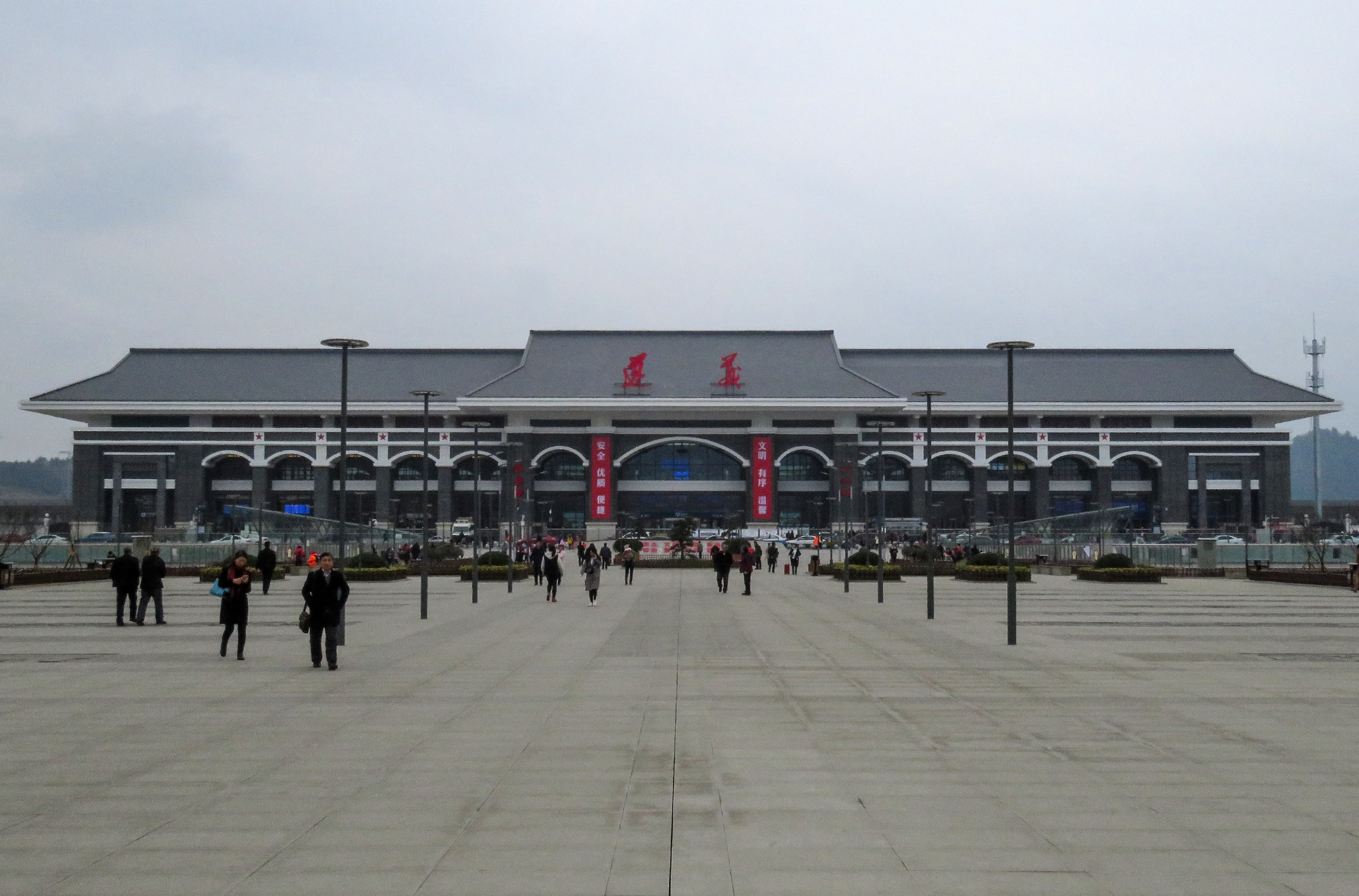
遵義駅駅舎

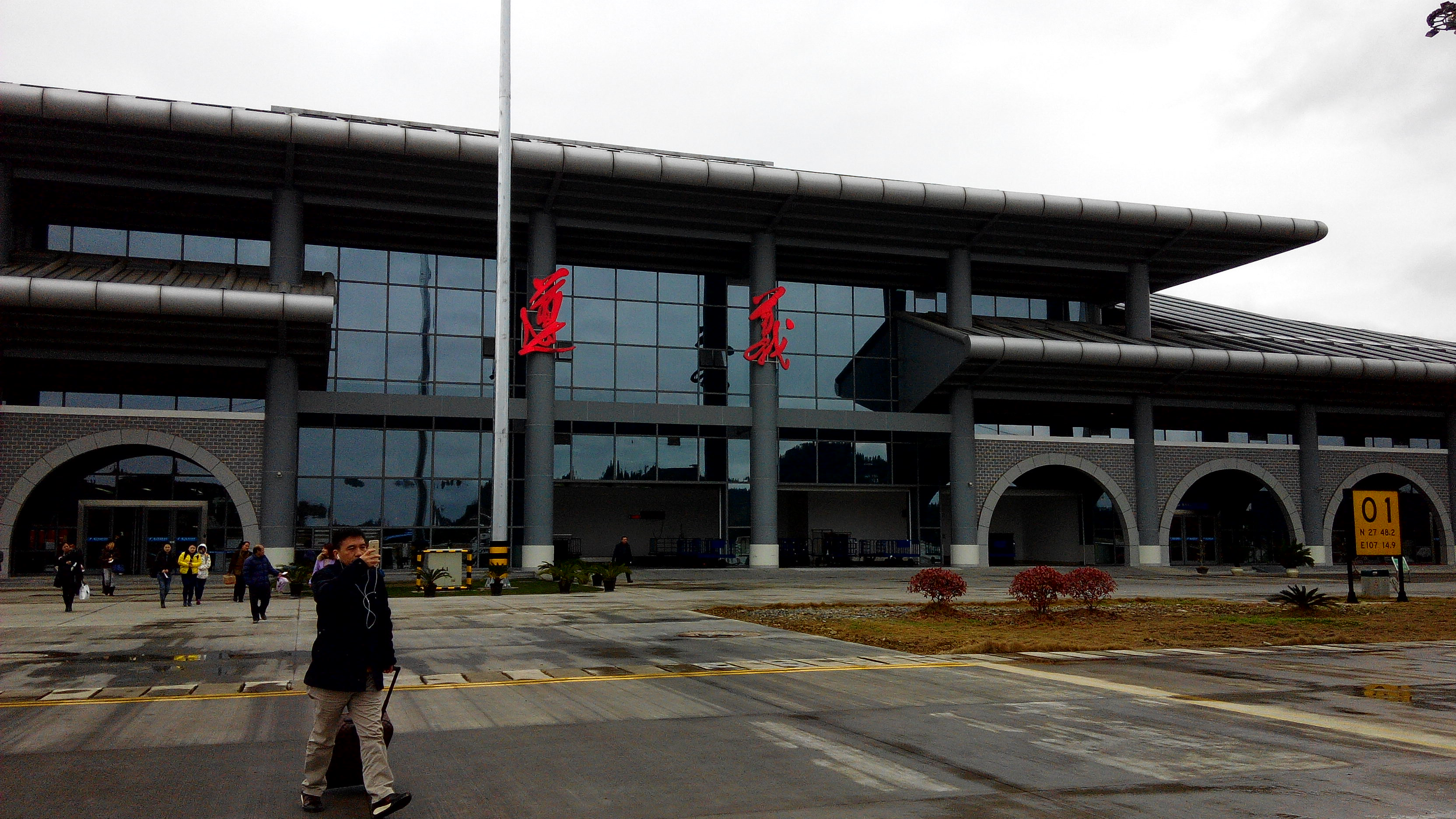
遵義新舟空港

### 航空
- 遵義新舟空港（中国語版）
- 遵義茅台空港（中国語版）

### 鉄道
- 中国鉄路総公司
  - 渝貴線
  - 川黔線

### 道路

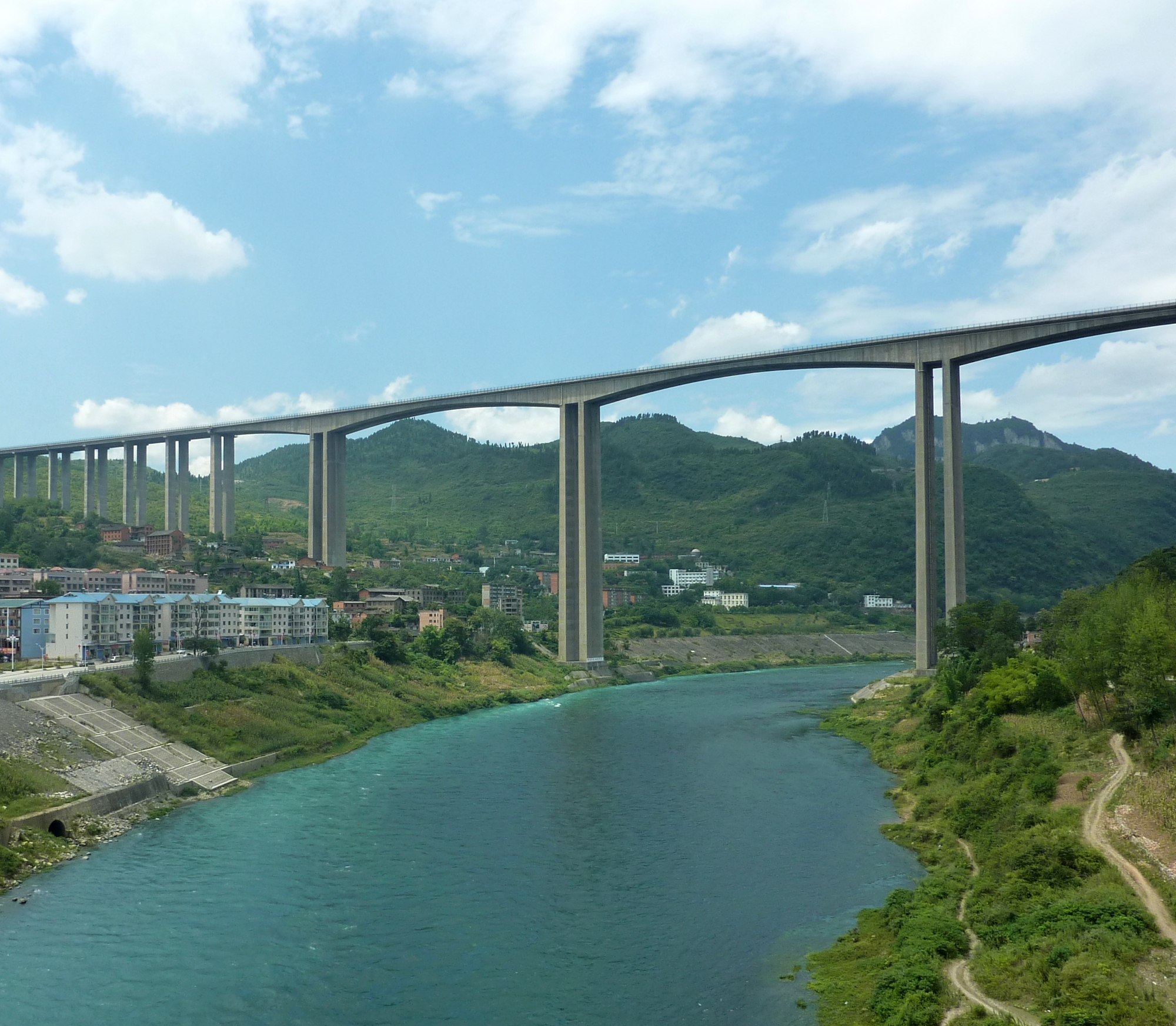
蘭海高速道路烏江特大橋

- 高速道路
  - 杭瑞高速道路
  - 銀百高速道路
  - 蘭海高速道路
  - 蓉遵高速道路
  - S02 遵義北環高速道路
  - S10 徳習高速道路
  - S30 江黔高速道路
  - S62 余安高速道路
  - S81 綏遵高速道路
  - 空港高速道路
- 国道
  - G210国道
  - G212国道
  - G326国道
  - G352国道
  - G546国道

## 出身人物
- 李蹇臣
- 鄭珍
- 唐炯
- 黎庶昌
- 鄒市明

## 関連人物
- 莫友芝